# Рёзе, Отто
Отто Рёзе (нем. Otto Röse; 29 мая 1853, Шнепфенталь, ныне в составе Вальтерсхаузена — 8 августа 1925, Бреслау) — немецкий журналист и редактор.
Сын природоведа и популяризатора естествознания Августа Рёзе, по материнской линии внук педагога Христиана Готгильфа Зальцмана. Воспитывался в Шнепфентальской школе, основанной его дедом, затем учился в гимназии в Кобурге, в Берлинской строительной академии и Баварской высшей школе техники.
В 1877—1878 гг. работал на строительстве павильонов Всемирной выставки в Париже, о чём опубликовал серию из пятнадцати фельетонов в газете Weser-Zeitung, дебютировав таким образом в журналистике. С 1882 года сотрудник газеты Schlesische Zeitung в Бреслау, в 1899—1909 гг. её главный редактор. В 1909 году в соавторстве с Юлиусом Прювером опубликовал книгу об опере Рихарда Штрауса «Электра». В 1909—1914 гг. главный редактор газетного издательского дома Августа Шерля в Берлине.
В 1914—1915 гг. был привлечён Бернгардом фон Бюловом к работе в посольстве Германии в Италии, с июля 1915 года продолжил работу в посольстве в Швейцарии. По окончании Первой мировой войны вернулся в Бреслау, с 1919 года был совладельцем издательства Bergstadtverlag Wilhelm Gottlieb Korn.